# Ospizio del passo San Pellegrino
L'ospizio del passo San Pellegrino è un edificio storico situato sul valico del passo San Pellegrino nel comune di Moena, nella provincia autonoma di Trento.

## Storia
Le origini di questo luogo-simbolo, che ha dato il nome al passo medesimo, risalgono al 14 giugno 1358, quando il Comune di Moena donò un terreno boschivo e prativo sulle pendici del monte Alloco a tale frate Gualtiero dell'ordine di San Pellegrino delle Alpi, che in breve realizzò un ostello per viandanti e mendicanti su quello che, all'epoca delle crociate, era considerato un importante valico lungo la strada che conduceva dalla Germania al porto di Venezia, da cui partivano le navi per la Terrasanta.
Nel 1364 presso la chiesa venne installata l'acquasantiera in marmo bianco.
Dopo il Concilio di Costanza, nel 1420 l'ospizio venne soppresso e tutti i relativi beni tornarono alla Regola di Moena, che da allora e fino agli anni 1990 lo gestì direttamente.
Nell'anno 1453 venne eletto e confermato Priore dell'ospitale Ser Nicolò Calzamata di Gardena, abitatore della valle di Fiemme.
Il 23 settembre 1526 la chiesa dell'ospizio venne riconsacrata a seguito di un non meglio specificato spargimento di sangue, anche se si ipotizza che tale fatto possa essere collegato alle guerre del 1487-1508 tra l'imperatore Massimiliano e la Repubblica di Venezia, il cui confine si trovava a poca distanza: in tale guerra furono eretti dei bastioni di difesa anche al passo San Pellegrino, che nel 1508 fu occupato dai veneziani; i fiemmesi accorsero per respingere i nemici che furono ricacciati fino in Canale d'Agordo. In seguito i fiemmesi furono sconfitti il 10 marzo 1508 e dovettero rientrare nei propri confini.

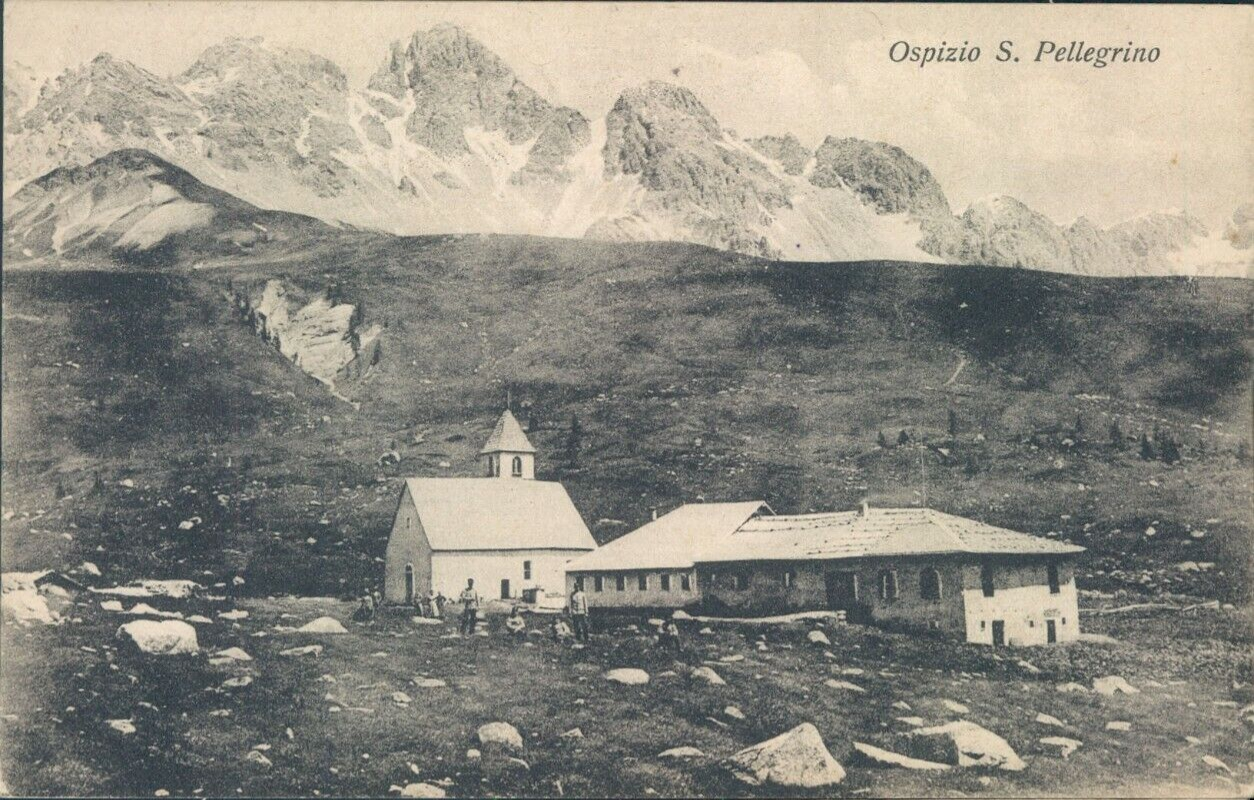
Il vecchio ospizio prima della distruzione del 1915

Ritornato di proprietà della comunità di Moena nel XV secolo, rimase in attività fino allo scoppio della prima guerra mondiale, quando nel 1915 venne bombardato e distrutto. La chiesetta distrutta conteneva quadri "degni di considerazione" della vecchia Scuola veneziana.
Successivamente, l'ospizio venne totalmente ricostruito negli anni 1920 insieme alla vicina chiesetta di sant'Antonio abate nel 1934, agli albori del turismo dolomitico, e rimase aperto, sempre in gestione all'amministrazione comunale e anche come posto di primo soccorso della Croce Rossa Italiana per sciatori ed alpinisti, fino alla chiusura nel 1992, mentre risale all'anno 2000 anche la cessazione della stalla retrostante.
L'edificio giace oggi in totale stato di abbandono ed incuria, con diversi episodi di crolli causati da pesanti nevicate.

## Funzioni
L'ospizio era amministrato da un Priore, che aveva l'obbligo di dare alloggio e alimento a qualunque viaggiatore che transitasse per il passo o di soccorrere i poveri. Durante le burrasche, il Priore doveva suonare la campana della chiesetta o correre sulle alture dei dintorni per gridare ad alta voce per aiutare i viandanti eventualmente dispersi a trovare la strada per il rifugio. Per questo suo compito, il priore poteva acquistare ad un minor prezzo il fieno tagliato sui prati di proprietà comunale, con cui poteva alimentare i propri animali (a metà del XIX secolo ammontavano a 80 vacche, 80 bovi e alcuni cavalli).